# Нестеров (Калининградская область)
Не́стеров (до 1938 — Шталлупёнен, нем. Stallupönen, до 1946 — Эбенроде нем. Ebenrode) — город в Калининградской области России, административный центр Нестеровского района (муниципального округа).
Расположен недалеко от границы с Литвой, в 140 км от Калининграда. Железнодорожный погранпереход с Литвой.
Является самым восточным городом Калининградской области.

## История
В древности на месте Нестерова существовало прусское поселение с особо почитаемым жертвенным камнем. Существует сообщение от 1730 года о литовцах, совершающих на Вознесение паломничество к этому прусскому жертвеннику.
С приходом германцев в этих местах начинается освоение земель, покрытых девственным лесом. В колонизации принимали активное участие литовцы, оседавшие в районе современного Нестерова.
Город был основан как поселение с правом рыночной торговли Шталлупёнен (нем. Stallupönen) в 1539 году. В 1585 году в нём была построена первая деревянная кирха. В 1665 году Шталлупёнен получил право на проведение торговых ярмарок, что послужило толчком его экономическому росту. В 1719 году произошёл большой пожар, в результате которого сгорело много зданий, в том числе, деревянная кирха, дом местного пастора и школа. Вместо сгоревшей, в 1726 году была построена каменная кирха. В 1722 году Шталлупёнен получил городские права. 
Во время Семилетней войны с 1757 года, когда он был занят русскими войсками, и по 1761 год управлялся русской администрацией.
В целях безопасности границ в Шталлупёнене в 1780 году был размещён военный гарнизон (до 1918 года в городе находились три эскадрона лёгкой кавалерии).
К 1782 году в городе проживало 2357 человек. В 1818 году город стал центром района Шталлупёнен. В 1860 году через город прошла железнодорожная линия Кёнигсберг — Эйдкунен (ныне посёлок Чернышевское). В 1892 году город стал железнодорожным узлом — железная дорога соединила Шталлупёнен с Тильзитом.
Во время Первой мировой войны с осени 1914 года по февраль 1915 года город был оккупирован русскими войсками.
3 июня 1938 года в рамках кампании по ликвидации топонимов прусского («литовского») происхождения Шталлупёнен (лит. Stalupėnai) переименован властями Третьего рейха в Эбенроде (Ebenrode). 
Во время Второй мировой войны под Эбенроде находился лагерь военнопленных Офлаг-52 (1D), где по разным оценкам погибло от 5 до 8 тысяч советских солдат.
Во время Второй мировой войны последние жители покинули город в ходе эвакуации 16 октября 1944 года, который затем был разрушен в результате авианалета. 25 октября 1944 году, в ходе наступательной операции, Эбенроде был взят советскими войсками. По итогам Второй мировой войны вошёл в состав СССР. 
7 сентября 1946 года Эбенроде был переименован в Нестеров в честь Героя Советского Союза полковника С. К. Нестерова, погибшего в боях за город.
В 1990-х годах после оформления границы с Литвой был организован пункт пограничного и таможенного контроля железнодорожного транспорта (в 2017 году перенесён на специально построенную новую железнодорожную станцию Чернышевское, расположенную на российском берегу пограничной реки Лепона).
Нестеровское городское поселение образовано 30 июня 2008 года в соответствии с Законом Калининградской области № 258, в его состав вошёл город Нестеров.
Законом Калининградской области от 30 марта 2018 года № 157 «Об объединении поселений, входящих в состав муниципального образования „Нестеровский район“, и организации местного самоуправления на объединенной территории», городское поселение было упразднено путём объединения с остальными поселениями Нестровского муниципального района и организации Нестеровского городского округа.

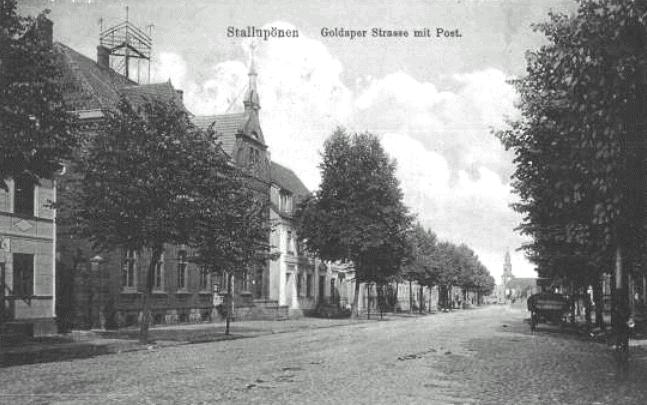
Шталлупёнен. Открытка начала XX века.
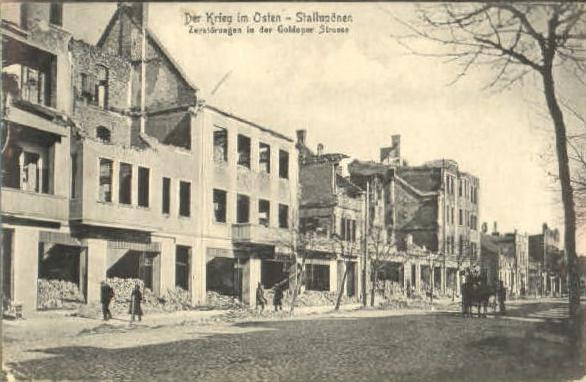
Разрушения в Первую мировую войну
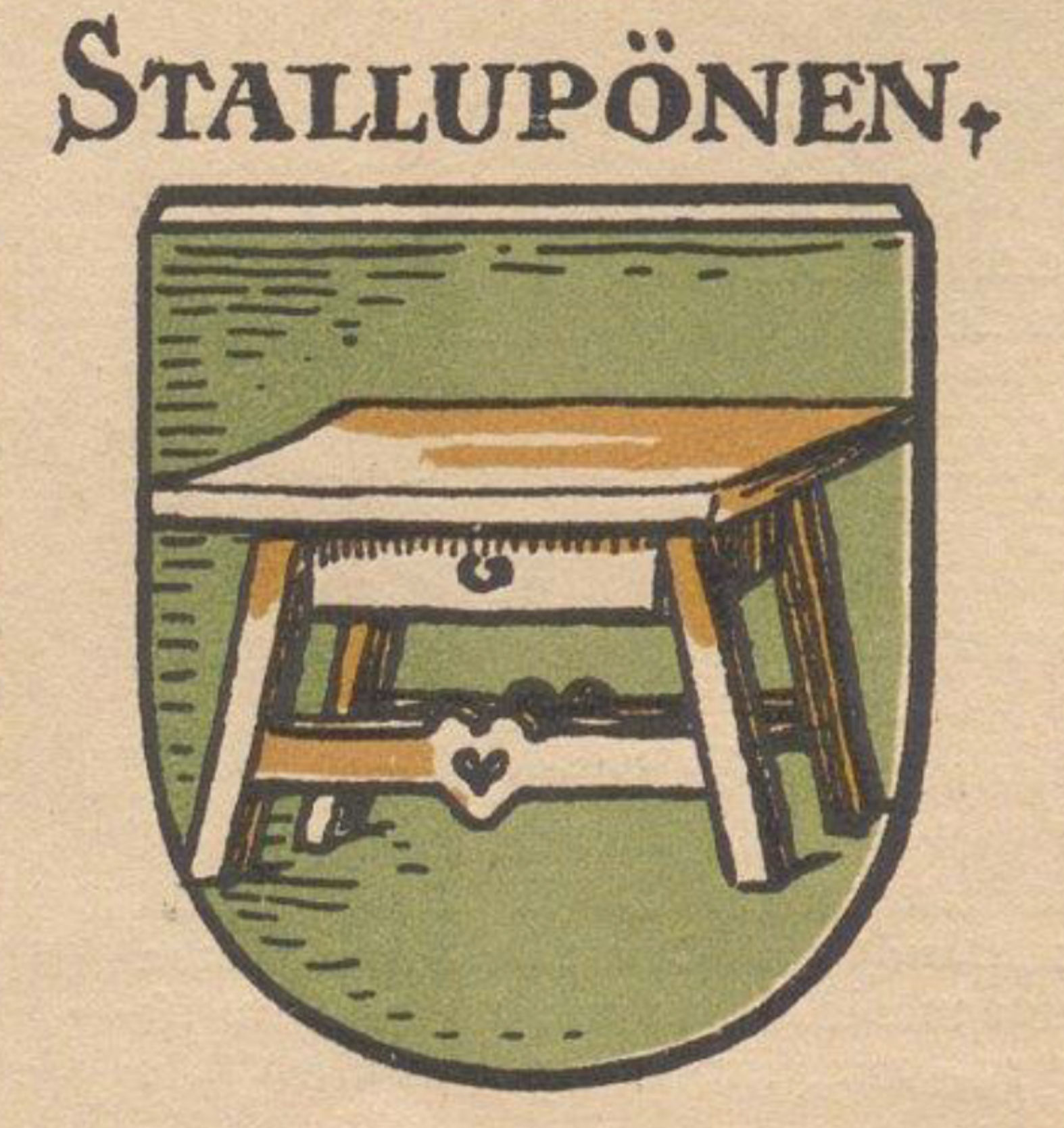
Немецкий герб города Шталлупёнен

## Население
| 1782  | 1816  | 1880  | 1890  | 1910  | 1933  | 1939  | 1959  | 1970  | 1979  | 1989  | 1996  |
| ----- | ----- | ----- | ----- | ----- | ----- | ----- | ----- | ----- | ----- | ----- | ----- |
| 2357  | ↗2599 | ↗3997 | ↗4673 | ↗5646 | ↗6294 | ↗6644 | ↘3205 | ↗4004 | ↗4745 | ↗4826 | ↗5000 |
| 1998  | 2000  | 2001  | 2002  | 2005  | 2006  | 2007  | 2008  | 2009  | 2010  | 2011  | 2012  |
| →5000 | →5000 | →5000 | ↗5049 | ↘4900 | →4900 | →4900 | ↘4800 | ↘4703 | ↘4595 | ↗4600 | ↘4514 |
| 2013  | 2014  | 2015  | 2016  | 2017  | 2018  | 2019  | 2020  | 2021  | 2023  |       |       |
| ↘4436 | ↘4383 | ↘4333 | ↘4225 | ↘4086 | ↘4001 | ↘3978 | ↘3933 | ↘3336 | ↗3342 |       |       |

На 1 января 2024 года по численности населения город находился на неизвестно-м месте из 1119 городов Российской Федерации.
Национальный состав
По итогам переписи населения 2020 года проживали следующие национальности (национальности менее 0,1 % и другое, см. в сноске к строке «Другие»):
| Национальность | Численность, чел. | Доля     |
| -------------- | ----------------- | -------- |
| Русские        | 2938              | 88,07 %  |
| Литовцы        | 67                | 2,01 %   |
| Белорусы       | 62                | 1,86 %   |
| Украинцы       | 46                | 1,38 %   |
| Немцы          | 16                | 0,48 %   |
| Поляки         | 14                | 0,42 %   |
| Езиды          | 12                | 0,36 %   |
| Татары         | 11                | 0,33 %   |
| Чуваши         | 10                | 0,30 %   |
| Мордва         | 6                 | 0,18 %   |
| Азербайджанцы  | 6                 | 0,18 %   |
| Лезгины        | 5                 | 0,15 %   |
| Армяне         | 4                 | 0,12 %   |
| Другие         | 139               | 4,16 %   |
| Итого          | 3336              | 100,00 % |

## Экономика
Маслосыродельный завод, торфопредприятие, мехлесхоз. В Нестеровском районе выращивают рапс, пшеницу, ячмень, овёс, картофель, кормовую свёклу. Мясо-молочное скотоводство, свиноводство. Месторождения песчано-гравийных смесей, торфа, кирпичных глин.

## Транспорт
В Нестерове расположена одноимённая станция Калининградской железной дороги. Эта станция относится к железнодорожной линии Калининград — Черняховск — Чернышевское (литовская граница). Пригородный поезд Чернышевское-Калининград. Поезда дальнего следования.

## Культура, наука, образование
В 25 км от Нестерова, в посёлке Чистые Пруды, находится Музей литовского поэта К. Донелайтиса.

## Архитектура, достопримечательности
Из немецких зданий сохранились кирха 1927 года постройки и водонапорная башня 1916 года постройки.

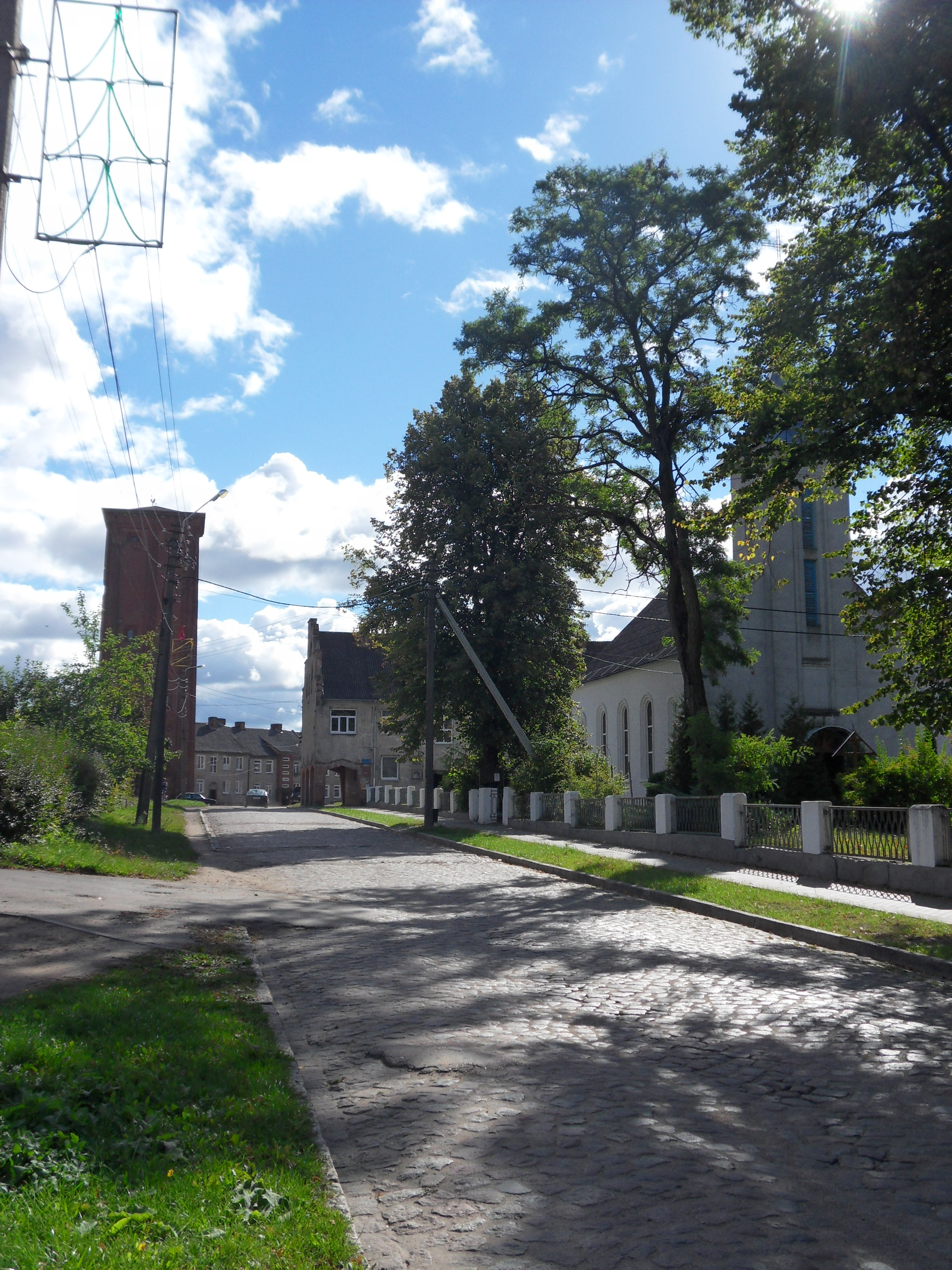
Водонапорная башня
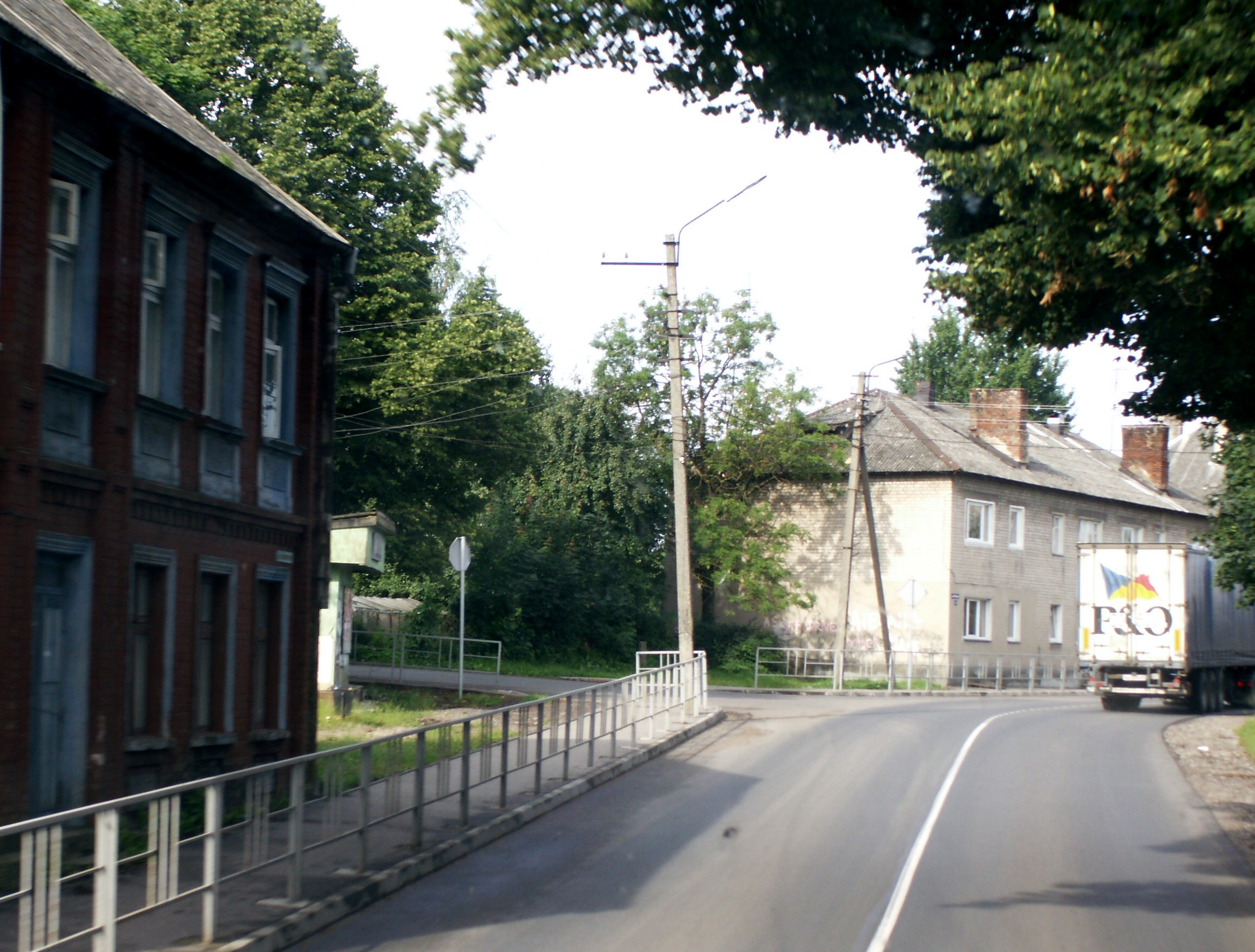
Ул. Ленинградская
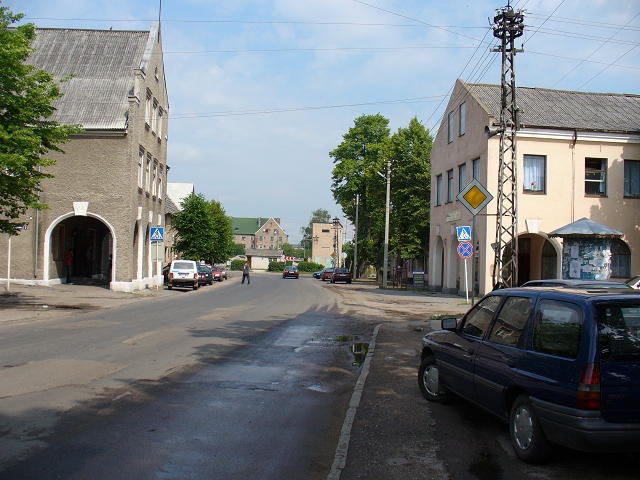
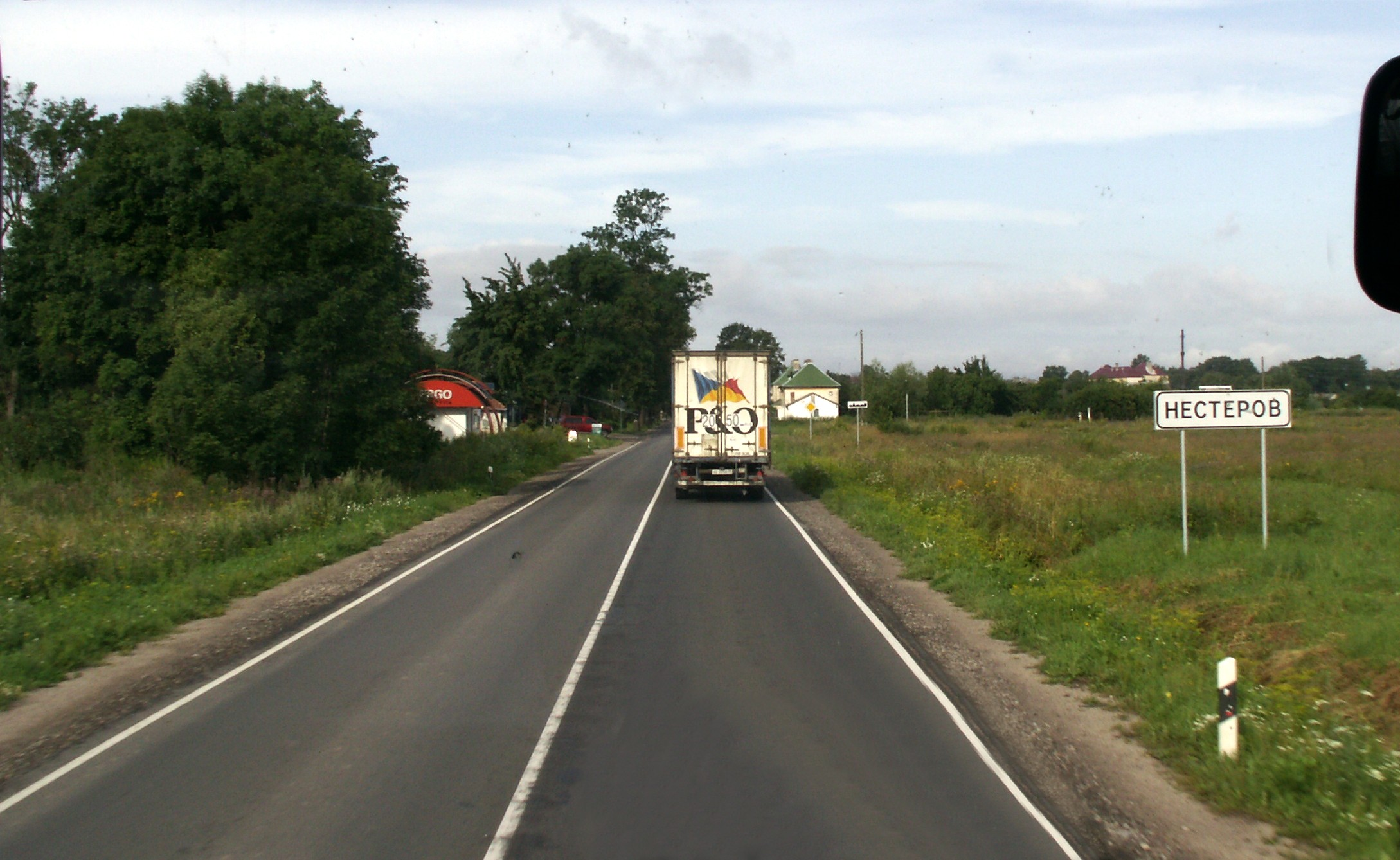
Дорога в Нестеров
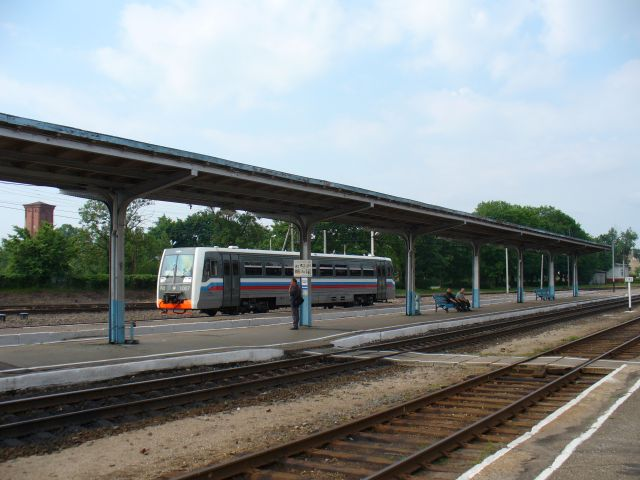
Вокзал в Нестерове
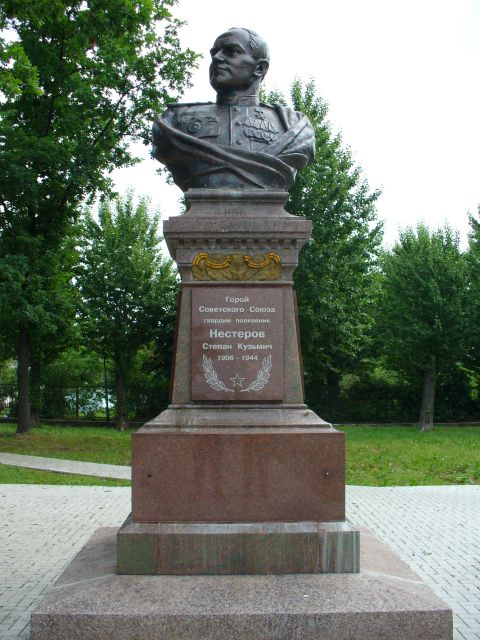
Памятник С. К. Нестерову
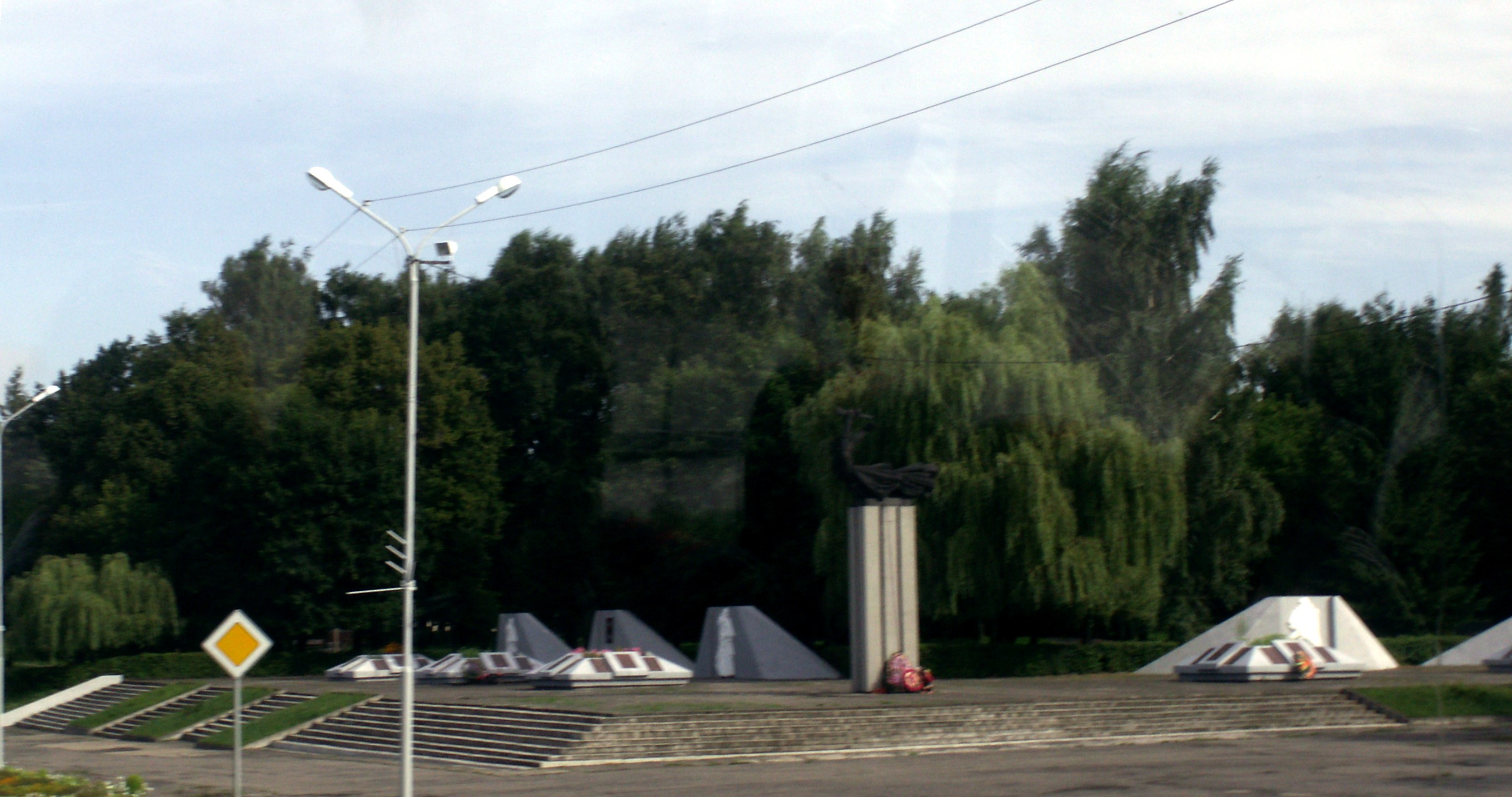
Мемориал
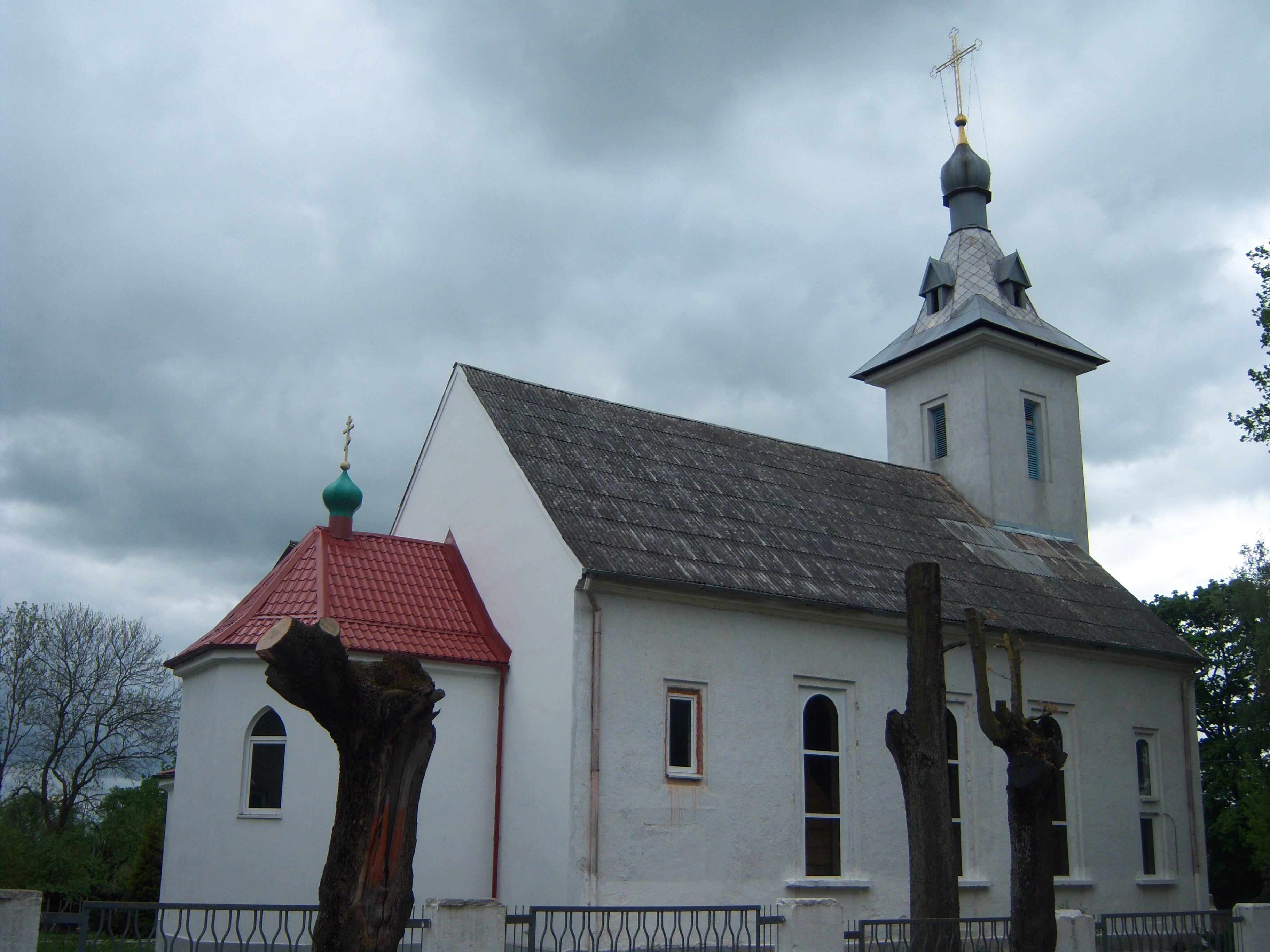
Русская Православная Церковь Святого Духа

- Церковь Святого Духа (1991). (Костёл, построенный в 1927—1929 годах, после 1945 года использовался в качестве кинотеатра, а затем — дома пионеров. В 1992 году отдан православному приходу. Освящен в 1996 году в честь Сошествия Святого Духа на апостолов[31].
- Часовня Святого Великомученика и целителя Пантелеимона[31].
- Дорожный указатель.[уточнить]

В перечень объектов культурного наследия местного значения включены:
- Административное здание начала XX века по улице Ватутина, 3
- Административное здание начала XX века по улице Ватутина, 5
- Здание суда начала XX века по улице Октябрьской, 10
- Здание больницы начала XX века по улице Советская, 12
- Водонапорная башня 1927 года постройки по улице Черняховского
- Мемориал на братской могиле павших советских воинов 1984 года.

## Известные жители Нестерова
- Виктор Иванович Пацаев — космонавт
- Феликс Мартин Юлиус Штайнер — обергруппенфюрер СС и генерал войск СС, первый командир 5-й танковой дивизии СС «Викинг»

## Этимология названия
Первоначальное название места «Шталлупёнен» происходит от прусских слов «stalas» (стоять) и «upe» (река) и относится к месту поклонения на реке(т. е. «место, стоящее у реки»).

## География
На территории Нестеровского района находится Виштынецкое озеро.